# Trachelipus anatolicus
Trachelipus anatolicus is een pissebed uit de familie Trachelipodidae. De wetenschappelijke naam van de soort is voor het eerst geldig gepubliceerd in 1950 door Zdenek Frankenberger.